# Invisible (álbum de La Ley)
Invisible es el nombre del cuarto álbum de la banda chilena La Ley, lanzado el 28 de julio de 1995. Considerado por muchos seguidores y críticos como la obra cumbre de la carrera del grupo, fue lanzado al año siguiente de la trágica muerte de su miembro fundador, Andrés Bobe. 
El título del disco proviene de un sueño que habría tenido Beto Cuevas, en donde el fallecido guitarrista le decía "que él seguía con ellos, que eran los únicos que lo podrían ver y para el resto de la gente seguiría siendo invisible". El álbum ha vendido más de 500 000 copias en México.

## Ingreso de Pedro Frugone
Algunas de las canciones del disco (R&R, Animal, El duelo) eran composiciones que el grupo ya venía tocando tiempo antes del deceso del guitarrista. También se rescataron un par de las primeras composiciones del grupo tras el regreso de Rodrigo Aboitiz: The Corridor y 1-800 Dual, de las cuales hasta ese momento no poseían letra.
Al final de la grabación de este disco se hizo efectiva la entrada oficial de Pedro Frugone a la guitarra: durante las sesiones de grabación de Invisible, el músico aún no figuraba como miembro fijo dentro del conjunto. Finalizadas las sesiones en diciembre de 1994, BMG Chile reclamó un incumplimiento de contrato por parte de Frugone, debido a que su antigua agrupación, Anachena, aún formaba parte del catálogo de artistas de BMG. WEA (Warner Music México) negoció con la filial chilena de Bertelsmann y acordaron que WEA pagaría una indemnización de 40 mil dólares por la liberación del guitarrista, supuestamente utilizados para la grabación del nuevo disco de Anachena.[cita requerida] Roces entre Humberto Gatica y Frugone causaron que R&R y 1-800 Dual no fueran grabadas por él, sino que por músicos de apoyo.
Tras el problema del contrato de Pedro Frugone, el disco, anunciado para los primeros meses de 1995, vio retrasada su salida debido a que los familiares de Andrés Bobe reclamaban los derechos sobre el nombre del grupo, proceso que no llegó a mayores, puesto que Aboitiz, Rojas, Cuevas y Clavería acordaron la repartición equitativa por los derechos de autor y obras realizadas.

## Presentación y lanzamiento del disco
La presentación previa al disco se realizó en la Quinta Vergara y después en el Festival de Viña del Mar en febrero de 1995, donde el público se mostró entusiasmado con la nueva cara del grupo. Los admiradores desde los inicios de la agrupación celebraron con entusiasmo el regreso a los teclados de Coti Aboitiz.[cita requerida] El grupo dejó de lado la estética casi uniformada de sus inicios, olvidando los atuendos contrastantes del New Wave y cambiando el blanco y el negro por colores vistosos y sobre todo oscuros, apariencia que podría denominarse gótico, con las uñas pintadas y los ojos delineados. El aspecto visual se vio reforzado por unas letras más oníricas y cargadas de figuras cada vez más intrincadas y un sonido más distorsionado en las guitarras. La presencia de Rodrigo Aboitiz agregó sonidos de teclados y sintetizadores que remontan un poco al Dark Wave de sus inicios y al característico sonido de The Cure.
El 21 de junio se lanzó como primer sencillo el tema "El duelo", composición póstuma de Bobe. El disco salió a la venta el 28 de julio de 1995 y fue lanzado simultáneamente en distintos puntos de Latinoamérica, el mercado latino de Estados Unidos y España[cita requerida]. El grupo realizó una extensa gira que los llevó por distintos puntos del continente y alternando con bandas como los Héroes del Silencio y Los Fabulosos Cadillacs. La gira "Invisible" duró cerca de dos años, colocándola entre las mejores giras realizadas por un grupo latinoamericano y de las más largas jamás realizadas.[cita requerida]
De Invisible se desprendieron 5 sencillos. Tras el éxito que supuso El duelo, en septiembre de 1995 se lanzó Dia Cero. Luego lanzan Hombre, cuyo video muestra al grupo en la intimidad, con imágenes grabadas durante su gira por los Estados Unidos y Cielo Market. El último sencillo es 1-800 Dual.

## Recepción
Si bien el disco tuvo una buena acogida por la crítica, la relación de La Ley con la prensa chilena no era excelente por entonces, debido a los cuestionamientos por el breve luto que vivieron tras la muerte de Bobe, como también la decisión del grupo de dejar Chile a comienzos de 1996, para afincarse en México e internacionalizar su carrera desde allá. De hecho, la no muy amistosa relación con la prensa de su país se ve reflejada en la letra del tema Cielo Market.
Consiguen captar la atención de KC Porter y son invitados a grabar junto a otras bandas latinoamericanas en el compilado "Silencio = Muerte: Red Hot + Latin", a beneficio de la asociación "Red + Hot" para la causa de la lucha contra el sida; La Ley participa con el tema "You Come And Go". 
En abril de 2008, la edición chilena de la revista Rolling Stone situó a este álbum como el 48.º mejor disco chileno de todos los tiempos.
A fines de 2024, el periodista Sergio Cancino publicó el libro Invisible - La Ley, una emotiva crónica con la historia del disco que, además, contextualiza los orígenes de la banda en la escena chilena y las consecuencias que trajo el éxito continental de su trabajo.  

### Listas
| Publicación   | País           | Lista                                                   | Año  | Puesto |
| ------------- | -------------- | ------------------------------------------------------- | ---- | ------ |
| Al Borde      | Estados Unidos | Los 250 álbumes más importantes del Rock Iberoamericano | 2006 | 68     |
| Rolling Stone | Chile          | Los 50 mejores discos chilenos                          | 2008 | 48     |

## Lista de canciones
Letras por Beto Cuevas
1. Animal (Andrés Bobe, Beto Cuevas, Mauricio Claveria) - 5:59
2. Día Cero (Beto Cuevas, Rodrigo Aboitiz) - 4:32
3. El Duelo (Andrés Bobe, Beto Cuevas, Luciano Rojas) - 3:14
4. Deuxième Fois (Beto Cuevas, Rodrigo Aboitiz) - 3:59
5. Hombre (Beto Cuevas, Pedro Frugone, Rodrigo Aboitiz) - 4:04
6. R&R (Andrés Bobe, Beto Cuevas, Mauricio Claveria) - 4:00
7. Invisible (Beto Cuevas, Pedro Frugone, Luciano Rojas) - 4:00
8. Fausto (Beto Cuevas, Luciano Rojas, Mauricio Claveria, Rodrigo Aboitiz, Pedro Frugone) - 5:17
9. Cielo Market (Beto Cuevas, Luciano Rojas, Mauricio Claveria, Pedro Frugone) - 3:36
10. El Rey (Beto Cuevas, Pedro Frugone, Rodrigo Aboitiz, Luciano Rojas) - 3:52
11. The Corridor (Beto Cuevas, Rodrigo Aboitiz) - 5:45
12. 1-800 Dual (Andrés Bobe, Beto Cuevas, Rodrigo Aboitiz) - 4:12

## Créditos y personal
- Beto Cuevas - Voz
- Pedro Frugone - Guitarra
- Luciano Rojas - Bajo
- Rodrigo Aboitiz - Teclados
- Mauricio Clavería - Batería
- Alejandro Sanfuentes: Productor ejecutivo
- Anthony: Voz (fondo)
- Craig Brock: Ingeniero Asistente
- Cocolop: Voz (fondo)
- Alberto Cuevas: Diseño, Producción gráfica, Ilustraciones, Fotografía
- Alfredo Gatica: Compositor, productor ejecutivo
- Humberto Gatica: Ingeniero, Mezcla, Productor
- Claude Gaudette: Teclados
- Stephanie Glyden: Ingeniero Asistente
- Brandon Harris: Ingeniero Asistente
- La Ley: Artista principal, productor
- Oscar López: Ingeniero
- Maloy: Voz (fondo)
- Brian Pollack: Ingeniero Asistente
- Ronnie Rivera: Ingeniero Asistente
- Matt Stephens: Ingeniero Asistente
- Robbes Stieglitz:	Ingeniero Asistente
- Michael Thompson: Guitarra
- Wally Traugott: Masterización